# Знаменский (Кемеровская область)
Зна́менский — посёлок в Топкинском районе Кемеровской области. Входит в состав Осиногривского сельского поселения.

## География
Центральная часть населённого пункта расположена на высоте 244 м над уровнем моря.

## История
В 1962 году указом Президиума Верховного Совета РСФСР посёлок отделения № 2 конного завода № 131 переименован в Знаменский.

## Население
| 2010 |
| ---- |
| 200  |